# Viggo Mortensen
Viggo Peter Mortensen, Jr. (Nova Iorque, 20 de outubro de 1958) é um ator, produtor, autor, músico, fotógrafo, poeta e pintor norte-americano e dinamarquês. Ficou  conhecido pela atuação na trilogia O Senhor dos Anéis, como Aragorn. Também já atuou em G.I. Jane, Hidalgo e 28 Days. É ainda conhecido pela parceria com o diretor David Cronenberg, de quem estrelou os filmes A History of Violence (no Brasil, Marcas da Violência), Eastern Promises e A Dangerous Method (no Brasil, Um Método Perigoso).
Foi três vezes indicado ao Oscar de Melhor Ator, por Eastern Promises, em 2008, Captain Fantastic, em 2017, e por Green Book, em 2019.

## Biografia
Filho de um dinamarquês, Viggo Peter Mortensen, administrador de fazendas (1929-2017) e de uma norte-americana, Grace Gamble Atkinson (1928-2015), Viggo nasceu em Manhattan, Nova Iorque e é o mais velho de três irmãos. Quando tinha dois anos, a família se mudou para a América do Sul em busca de melhores oportunidades. e viveu primeiro na Venezuela durante um ano e depois na Argentina. Este país teve uma grande influência no ator: este aprendeu a falar Espanhol e se tornou torcedor fanático do San Lorenzo de Almagro, demonstrando em inúmeras oportunidades o amor pelo clube azul-grano.
Aos 11 anos Viggo viu seus pais se separarem, o que provocou seu retorno a Nova Iorque com a mãe e os irmãos. Foi aí que este passou o resto da sua infância, tendo frequentado o liceu de Watertown até 1976. No mesmo ano, foi estudar Ciências Políticas e Espanhol na St. Lawrence University, em Canton.
Após se formar em 1980, foi viver na Inglaterra e depois na Dinamarca, onde trabalhou nas docas, como vendedor de flores e caminhoneiro. Nesta altura começou a escrever contos. Em 1982, regressou a Nova Iorque para viver com a namorada e com o objetivo de começar uma carreira como escritor. Porém, não teve muito sucesso e acabou a trabalhar em bares e num cinema. Nesta época começou a desenvolver um maior interesse na representação e começou a ter aulas com Warren Robertson.

## Carreira

### Representação
Começou atuando em Nova Iorque, estudando com Warren Robertson. Sua carreira teve início com o papel de um fazendeiro amish em Witness (1985) de Peter Weir, e foi crescendo ao receber papéis maiores como em Carlito's Way (1993), The Portrait of a Lady (1996), G.I. Jane (1997), A Perfect Murder (1998) e A Walk on the Moon (1999).
A carreira ganhou grande destaque quando recebeu o convite de Peter Jackson para atuar na trilogia de O Senhor dos Anéis, após o diretor dispensar Stuart Townsend. Viggo teve dúvidas em aceitar o personagem, mas por insistência de seu filho aceitou. Bob Anderson, o treinador de esgrima dos filmes, descreveu Viggo como "o melhor espadachim que já treinei". Foi o próprio Viggo a fazer as suas cenas de ação, o que provocou alguns ferimentos. A certa altura das filmagens de As Duas Torres, Viggo, Orlando Bloom e Brett Beattle (o duplo de John Rhys-Davies) tinham todos ferimentos moderados e Peter Jackson referiu-se ao trio como "os feridos ambulantes". No final das gravações, Viggo comprou os dois cavalos que montou. Viggo recebeu críticas muito positivas pelo seu desempenho como Aragorn e ficou em 15.º lugar numa votação da revista Empire das 100 melhores personagens de sempre do cinema.
Em 2004, Viggo protagonizou o filme Hidalgo, no papel de Frank Hopkins, um ex-mensageiro do exército que viaja pela Arábia para competir com o seu cavalo, Hidalgo, numa perigosa corrida pelo deserto.
Em 2005, protagonizou o filme A History of Violence de David Cronenberg, no papel de um homem de família que revela ter um passado desagradável. O seu desempenho no filme valeu-lhe uma nomeação para os Satellite Awards na categoria de Melhor Ator. Viggo voltou a trabalhar com Cronenberg em 2007 no filme Eastern Promises. O filme recebeu críticas bastante positivas e o desempenho de Viggo de um gangster russo que conquista poder em Londres, foi muito elogiado. A sua cena de luta nu foi aplaudida pelo crítico Roger Ebert: "Daqui a alguns anos, as pessoas vão falar desta cena como um marco". O trabalho de Viggo neste filme valeu-lhe o prémio de Melhor Ator num Filme Independente Britânico nos British Independent Film Awards e ainda nomeações para os Globos de Ouro, Baftas e Óscares.

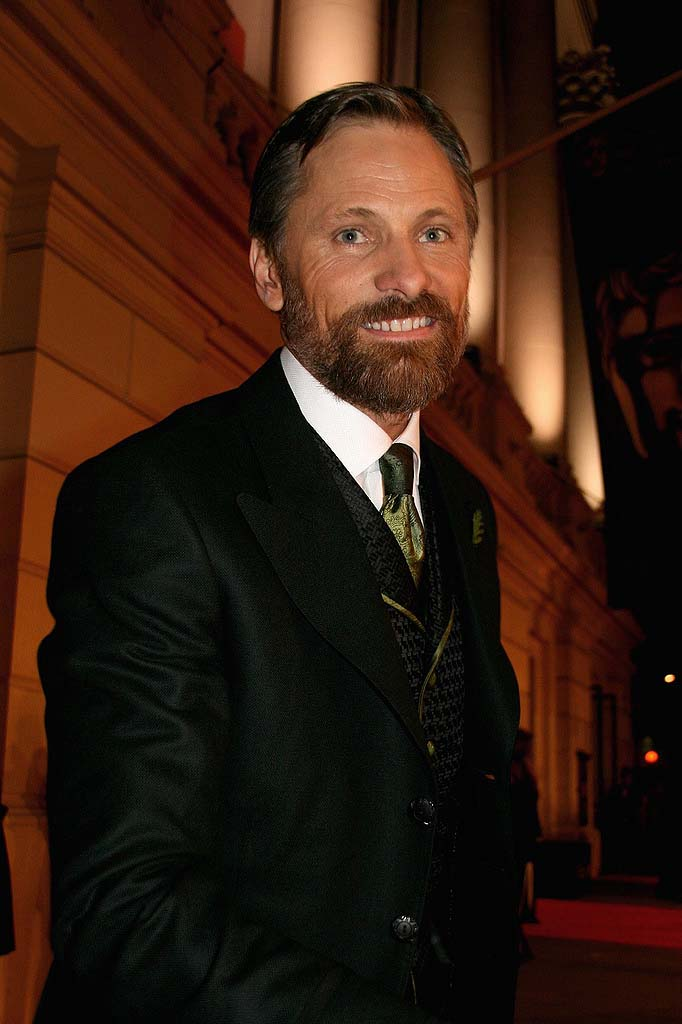
Viggo Mortensen na carpete vermelha dos prémios BAFTA em 2008.

Em 2006, protagonizou o filme espanhol Las aventuras del capitán Alatriste, baseado nos romances do autor espanhol Arturo Pérez-Reverte.
Em 2009, participou em The People Speak, um documentário dramatizado que recorre a desempenhos dramáticos e musicais de cartas, diários e discursos de cidadãos americanos comuns, baseado no livro A People's History of the United States de Howard Zinn. Ainda nesse ano, protagonizou o filme pós-apocalíptico, The Road, uma adaptação do romance homónimo de Cormac McCarthy sobre um pai em dificuldades que tenta proteger o filho enquanto os dois viajam até à costa.
Nesta altura, Viggo fez uma pausa na sua carreira e só voltou a participar num filme em 2011. A Dangerous Method foi a sua terceira colaboração com o realizador David Cronenberg e analisa a relação intensa entre Carl Jung e Sigmund Freud que leva ao nascimento da psicanálise. O filme, que conta com Michael Fassbender e Keira Knightley no elenco, recebeu críticas bastante positivas e Viggo recebeu a sua segunda nomeação para os Globos de Ouro pelo seu desempenho como Sigmund Freud.
No ano seguinte, Viggo fez parte do elenco de On the Road, a adaptação ao cinema da obra homónima de Jack Kerouac com realização de Walter Salles. O filme, protagonizado por Garret Hedlund, Sam Riley e Kiristen Stewart, recebeu críticas maioritariamente negativas. No ano seguinte, o ator voltou a trabalhar num filme bastante criticado, o argentino Todos tenemos un plan.
Em 2014, foi um dos protagonistas de The Two Faces of January, com Oscar Isaac e Kirsten Dunst. O filme é um thriller que segue a fuga de um casal e de um estranho de Atenas quando um deles é implicado num homicídio e foi bastante bem recebido pela crítica, apesar de não ter agradado tanto ao público.
Viggo só voltou a participar num filme de maior destaque em 2016 com Capitan Fantastic. O ator protagoniza o filme no papel do pai que dá uma educação pouco normal aos seus seis filhos e que encontra várias dificuldades ao tentar participar no funeral da esposa recém-falecida. O filme recebeu críticas bastante positivas e o desempenho de Viggo valeu-lhe nomeações para os principais prémios da indústria cinematográfica, incluindo o Globo de Ouro, Bafta e Óscar.
Em 2018, protagonizou, com Mahershala Ali, o filme biográfico Green Book, que leva ao ecrã a história real de um motorista americano de origens italianas que conduz o pianista de jazz, Don Shirley, pelo sul dos Estados Unidos em 1962, em plena época de segregação racial. O filme foi bastante bem recebido pela crítica e venceu o Óscar de Melhor Filme na 91ª edição dos Prémios da Academia. Viggo venceu o prémio de Melhor Ator da National Board of Review pelo seu trabalho neste filme e foi nomeado para os principais prémios da indústria, incluindo o Globo de Ouro, Bafta e recebeu a sua terceira nomeação para os Óscares.

### Outros trabalhos
Com parte do dinheiro que recebeu com a trilogia O Senhor dos Anéis, Viggo criou a sua própria editora, a Perceval Press (que recebeu o seu nome a partir do cavaleiro da lenda do Rei Artur) para ajudar artistas pouco conhecidos a publicar o seu trabalho. Viggo também publica os seus próprios livros e discos através da editora.
Viggo é ainda pintor e fotógrafo. Os seus quadros são na sua maioria abstratos e contêm fragmentos dos seus poemas. Os seus quadros já foram exibidos em galerias por todo o mundo e muitos dos quadros que aparecem no filme A Perfect Murder são da sua autoria.
Viggo cria poemas e música em conjunto. Já colaborou com o guitarrista Buckethead em vários álbuns, a maioria dos quais lançados através da Perceval Press.
Uma das suas composições musicais mais conhecidas surge na banda sonora do filme O Regresso do Rei, onde Viggo canta a música "Aragorn's Coronation". A letra é de Tolkien, mas a música foi composta por Viggo. Nas versões alargadas dos filmes, canta ainda a música "The Lay of Beren and Luthien".
Já trabalhou com os antropólogos Frederico Bossert e Diego Villar em vários projetos relacionados com a etnografia dos nativos da América do Sul, em específico na Argentina, Brasil, Paraguai e Uruguai. Alguns dos livros que a equipa já publicou incluem Sons of the Forest e Skovbo.

## Vida pessoal
Viggo tem dupla nacionalidade, é norte-americano e dinamarquês. É poliglota: fala fluentemente dinamarquês, inglês, francês e espanhol, para além de compreender italiano, norueguês e sueco. Em entrevistas disse que cresceu a falar inglês e espanhol e por vezes sente-se mais confortável a exprimir-se em espanhol. Ele tem ainda alguns conhecimentos de catalão: em duas ocasiões, ao receber prémios na Catalunha, fez pequenos discursos em catalão. Em 2017, juntou-se à associação pró-independentista catalã Omnium Cultural.
Viggo conheceu a atriz e cantora Exene Cervenka em 1986 nas filmagens da comédia Salvation! O casal deu o nó em 8 de julho de 1987. Em janeiro de 1988, Exene deu à luz um filho chamado Henry Blake Mortensen. A família viveu no Idaho durante três anos. O casal separou-se em 1992 e divorciou-se em 1997. Viggo está numa relação com a atriz espanhola Ariadna Gil desde 2009.

## Filmografia

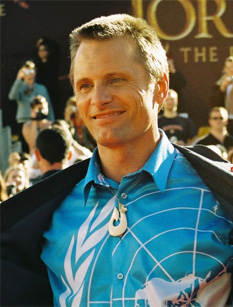
Mortensen em 2003.

Os filmes de maior repercussão do ator foram os da trilogia O Senhor dos Anéis, em que ele interpretou Aragorn, porém outros filmes de relevo significativo fazem parte de seu currículo desde 1985.
Em 2007, Viggo estrelou o bem sucedido e elogiado Senhores do Crime, que ficou marcado pela cena de luta em que o ator aparece inteiramente nu enfrentando vários mafiosos.

### Na televisão
| Ano  | Título                                      | Papel                 | Notas/ Título em Português   |
| ---- | ------------------------------------------- | --------------------- | ---------------------------- |
| 1999 | Psycho Path                                 |                       |                              |
| 1997 | Vanishing Point                             | Jimmy Kowalski        | br: Corrida contra o destino |
| 1990 | Once in a Blue Moon                         |                       | br: Os safadinhos            |
| 1985 | Search for Tomorrow                         | Bragg                 | série                        |
| 1985 | ABC Afterschool Specials                    | Tim                   | série                        |
| 1985 | ABC Afterschool Specials - High School Narc | Tim                   | série                        |
| 1984 | George Washington                           | Lieutenant at LeBoeuf | minissérie                   |

### No Cinema
| Ano  | Título                                            | Papel                   | Notas/ Título em Português                                                                                    |
| ---- | ------------------------------------------------- | ----------------------- | --- |
| 2022 | Thirteen Lives                                    | Richard Stanton         | |
| 2018 | Green Book                                        | Tony Lip                | br: Green Book: O Guia pt: Green Book - Um Guia Para a Vida Nomeação para o Óscar na categoria de Melhor Ator |
| 2016 | Captain Fantastic                                 | Ben                     | br/pt: Capitão Fantástico Nomeação para o Óscar na categoria de Melhor Ator                                   |
| 2014 | Loin des Hommes                                   | Daru                    | br/pt: Longe dos Homens                                                                                       |
| 2014 | Jauja                                             | Gunnar Dinesen          | |
| 2014 | The Two Faces of January                          | Chester MacFarland      | br/pt: As Duas Faces de Janeiro                                                                               |
| 2012 | Todos Tenemos un Plan                             | Agustin                 | |
| 2011 | A Dangerous Method                                | Sigmund Freud           | br/pt: Um Método Perigoso                                                                                     |
| 2011 | On the Road                                       | Old Bull Lee            | br: Pé na Estrada pt: Pela Estrada Fora                                                                       |
| 2009 | The Road                                          | O Homem                 | br/pt: A Estrada                                                                                              |
| 2008 | Good                                              | John Halder             | br: Um Homem Bom pt: Good - Um Homem Bom                                                                      |
| 2008 | Appaloosa                                         | Everett Hitch           | br: Appaloosa - Uma Cidade Sem Lei pt: Appaloosa                                                              |
| 2007 | Eastern Promises                                  | Nikolai                 | br: Senhores do Crime pt: Promessas Perigosas Nomeação para o Óscar na categoria de Melhor Ator               |
| 2006 | Alatriste                                         | Diego Alatriste         | pt: Capitão Alatriste                                                                                         |
| 2005 | A History of Violence                             | Tom Stall               | br: Marcas da Violência pt: Uma História de Violência                                                         |
| 2004 | Hidalgo                                           | Frank Hopkins           | br: Mar de Fogo pt: Hidalgo - O Grande Desafio                                                                |
| 2004 | Love Me in This Bed                               | Aaron Smith             | br: Paixão entre Lençóis                                                                                      |
| 2003 | Live Freaky Die Freaky                            |                         | |
| 2003 | The Lord of the Rings: The Return of the King     | Aragorn                 | br: O Senhor dos Anéis: O Retorno do Rei pt: O Senhor dos Anéis: O Regresso do Rei                            |
| 2002 | The Lord of the Rings: The Two Towers             | Aragorn                 | br/pt: O Senhor dos Anéis - As Duas Torres                                                                    |
| 2001 | The Lord of the Rings: The Fellowship of the Ring | Aragorn                 | br: O Senhor dos Anéis - A Sociedade do Anel pt: O Senhor dos Anéis - A Irmandade do Anel                     |
| 2000 | 28 Days                                           | Eddie Boone             | br/pt: 28 Dias                                                                                                |
| 1999 | A Walk on the Moon                                | Walker Jerome           | |
| 1998 | Psycho                                            | Samuel 'Sam' Loomis     | br: Psicose pt: Psico                                                                                         |
| 1998 | A Perfect Murder                                  | David Shaw              | br: Um Crime Perfeito pt: Um Homicídio Perfeito                                                               |
| 1997 | La pistola de mi hermano                          | Juanito                 | |
| 1997 | G.I. Jane (br: )                                  | John James Urgayle      | br: Até o Limite da Honra pt: G.I. Jane - Até ao Limite                                                       |
| 1996 | Daylight                                          | Roy Nord                | br: Daylight pt: Pânico no Tunel                                                                              |
| 1996 | The Portait of a Lady                             | Caspar Goodwood         | br: Retrato de uma Mulher pt: Retrato de Uma Senhora                                                          |
| 1996 | Albino Alligator                                  | Guy Foucard             | br: Ciladas da Sorte pt: Albino Aligator                                                                      |
| 1995 | Gimlet                                            | Hombre (Homem)          | |
| 1995 | The Passion of Darkly Noon                        | Clay                    | br: Paixões na Floresta pt: A Paixão de Darkly Noon                                                           |
| 1995 | The Prophecy                                      | Lúcifer                 | br: Anjos Rebeldes pt: O Exército de Deus                                                                     |
| 1995 | Black Velvet Pansuit                              | Worthless Junkie        | |
| 1995 | Crimson Tide                                      | Peter 'WEAPS' Ince      | br/pt: Maré Vermelha                                                                                          |
| 1994 | American Yakuza                                   | Nick Davis/David Brandt | pt: Yakuza Americano                                                                                          |
| 1994 | The Crew                                          | Phillip                 | br: Explosão em Alto Mar pt: Baía Negra                                                                       |
| 1994 | Floundering                                       | Homeless Man            | |
| 1994 | Desert Lunch                                      |                         | |
| 1993 | Ewangelia wedlug Harry'ego                        |                         | |
| 1993 | Two Small Bodies                                  |                         | |
| 1993 | The Young Americans                               | Carl Frazer             | br: A Idade da Violência pt: Rebeldes Americanos                                                              |
| 1993 | Carlito's Way                                     | Lalin                   | br: Pagamento Final pt: Perseguido Pelo Passado                                                               |
| 1993 | Ruby Cairo                                        | John E. 'Johnny' Faro   | br/pt: Ruby Cairo                                                                                             |
| 1993 | Boiling Point                                     | Ronnie                  | br: Em Ponto de Bala pt: O Preço do Dinheiro                                                                  |
| 1991 | The Indian Runner                                 | Frank Roberts           | br: Unidos pelo Sangue pt: União de Sangue                                                                    |
| 1990 | Tripwire                                          | Hans                    | br: Sangue de Herói pt: O Rastilho                                                                            |
| 1990 | The Reflecting Skin                               | Cameron Dove            | br: Reflexo do Mal pt: A Criança Espelho                                                                      |
| 1990 | Young Guns II                                     | John W. Poe             | br: Jovens Demais Para Morrer pt: Cavalgada para a Morte                                                      |
| 1990 | Leatherface: Texas Chainsaw Massacre III          | Eddie 'Tex' Sawyer      | br: Leatherface - O Massacre da Serra Elétrica 3 pt: O Assassino da Moto-Serra                                |
| 1988 | Prision                                           | Burke                   | br: Duro de Prender - Ninguém Pode me Matar                                                                   |
| 1988 | Fresh Horses                                      | Green                   | br: Obsessão                                                                                                  |
| 1987 | Salvation!                                        | Jerome Stample          | |
| 1985 | Witness                                           | Moses Hochleitner       | br/pt: A Testemunha                                                                                           |

## Premiações
- Recebeu uma indicação ao MTV Movie Awards de Melhor Luta, por Até o Limite da Honra (1997).
- Recebeu uma indicação ao Oscar de melhor ator , por Senhores do Crime (2007)
- Recebeu uma indicação ao Globo de Ouro de melhor ator coadjuvante , por "Um Método Perigoso" (2012)
- Recebeu uma indicação ao Globo de Ouro de melhor ator, por Capitão Fantástico (2016).
- Recebeu uma indicação ao Oscar de melhor ator, por Capitão Fantástico (2016).
- Recebeu uma indicação ao Oscar de melhor ator, por Green Book: O Guia (2018).